# Łukasz Łakomy
Łukasz Łakomy (ur. 18 stycznia 2001 w Puławach) – polski piłkarz występujący na pozycji środkowego pomocnika w szwajcarskim klubie BSC Young Boys.

## Kariera klubowa
Łakomy rozpoczął swoją karierę w juniorach Wisły Puławy, z której w styczniu 2014 przeniósł się do Legii Warszawa. W latach 2014–2019 zawodnik reprezentował poszczególne szczeble młodzieżowe tego klubu, by na początku 2019 rozpocząć grę dla rezerw Legii. W latach 2019–2020 Łakomy rozegrał dla nich 28 meczów, w których zdobył 3 bramki i zaliczył 4 asysty.
Łakomemu nie udało się zadebiutować w pierwszej drużynie Legii, mimo że był zgłoszony do rozgrywek Ekstraklasy w rundzie wiosennej sezonu 2019/2020 oraz rundzie jesiennej sezonu 2020/2021. Zawodnik zaledwie raz znalazł się w kadrze meczowej Legii - w przegranym 1:2 meczu 37. kolejki sezonu 2019/2020 z Pogonią Szczecin (Łakomy całe spotkanie spędził na ławce rezerwowych).
W styczniu 2021 Łakomy przeszedł na zasadzie wolnego transferu do Zagłębia Lubin. Zawodnik zadebiutował w swoim nowym klubie oraz w Ekstraklasie w przegranym 0:2 meczu 15. kolejki z Wisłą Płock. W rundzie wiosennej sezonu 2020/2021 zawodnik wystąpił w 8 meczach, na które złożyło się jednak zaledwie 115 rozegranych minut.
W sezonie 2021/2022 Łakomy początkowy nie odgrywał znaczącej roli w pierwszym zespole Zagłębia - zawodnik wystąpił 26 lipca w przegranym 0:3 meczu 1. kolejki Ekstraklasy z Wisłą Kraków, by następnie aż do końca listopada nie zanotować ani jednego występu dla 1. zespołu, zazwyczaj nawet nie znajdując się w kadrze meczowej. Na początku grudnia Łakomy został jednak zawodnikiem pierwszego składu, notując do końca sezonu kolejne 19 występów, w których zdobył 1 bramkę i zaliczył 4 asysty.
W sezonie 2022/2023 Łakomy również był zawodnikiem pierwszego składu Zagłębia, rozgrywając dla niego 34 mecze w Ekstraklasie oraz zdobywając 4 bramki i zaliczając 3 asysty.
W czerwcu 2023 Łakomy przeszedł za około 2 miliony euro do BSC Young Boys (ówczesnego mistrza Szwajcarii), podpisując kontrakt ważny do czerwca 2028.

## Kariera reprezentacyjna
Łukasz Łakomy był młodzieżowym reprezentantem Polski, rozgrywając 2 mecze dla reprezentacji U-20 oraz 2 mecze dla reprezentacji U-21. 
W październiku 2019 po raz pierwszy został powołany do reprezentacji U-20 na przegrany 1:2 mecz Turnieju Ośmiu Narodów U20 z reprezentacją Holandii. W reprezentacji U-20 zadebiutował w marcu 2022 w wygranym 2:0 meczu z reprezentacją Anglii, a następnie rozegrał swój ostatni dla niej mecz w przegranym 0:2 spotkaniu z reprezentacją Czech.
W czerwcu 2022 Łakomy rozegrał swoje jedyne mecze w reprezentacji U-21, debiutując w niej w wygranym 5:0 meczu z reprezentacją San Marino, a następnie występując w przegranym 1:2 spotkaniu z reprezentacją Niemiec.

## Sukcesy

### BSC Young Boys
- Mistrzostwo Szwajcarii: 2023/2024[16]